# Orestias forgeti
Orestias forgeti är en fiskart som beskrevs av Lauzanne, 1981. Orestias forgeti ingår i släktet Orestias och familjen Cyprinodontidae. Inga underarter finns listade i Catalogue of Life.